# Phantom Ranger
De Phantom Ranger is een personage uit de televisieserie Power Rangers. Hij deed mee in de series Power Rangers: Turbo en Power Rangers in Space.

## Biografie

### In Power Rangers: Turbo
Er is maar zeer weinig bekend over de Phantom Ranger. Zelfs zijn echte identiteit is nog nooit onthuld. De naam Phantom Ranger werd aan hem gegeven door de Turbo Power Rangers omdat hij onzichtbaar kon worden, en omdat zijn pantser leek op de kostuums van de Rangers. Het is ook niet bekend waar de Phantom Rangers’ krachten vandaan komen aangezien hij nooit buiten zijn rangervorm wordt gezien. De krachtbron van zijn pantser is echter een robijn in de torsoplaat.
De Phantom Ranger komt van de planeet Eltar, wat ook de thuisplaneet is van Zordon. Zijn zord, Artillatron, is een combinatie van een tank en een 18-wheeler. Zijn wapen is de Phantom Laser, een zwart vleermuisachtig laserwapen.
Phantom Ranger voorzag de Rangers van de nieuwe Rescue Zords toen hun oude Turbozords waren gevangen door Generaal Havoc.
De Phantom Ranger was, ondanks dat er vrijwel niets over hem bekend was, de liefdesinteresse van Cassie Chan.

### In Power Rangers in Space
In Power Rangers in Space kwamen de Rangers de Phantom Ranger weer tegen. Hij was toen net als zij op zoek naar de gevangen Zordon. Hij gaf Andros een speciale CD waarmee hij de Delta Megazord kon activeren.
In de finale van Power Rangers: In Space, Countdown to Destruction, vocht de Phantom Ranger samen met de Blue Senturion tegen het Machine Keizerrijk.
Tot op heden is de Phantom Ranger nog altijd de enige ranger wiens echte naam, ras, soort en identiteit nooit zijn onthuld. Zijn stem werd gedaan door Alex Dodd.

## Japanse versie
In Power Rangers: Turbo's Super Sentai-tegenhanger Gekisou Sentai Carranger was Phantom Rangers Japanse versie, de "VRV Master", maar een bijpersonage en beslist geen Ranger. Dit was de eerste keer dat een niet-Ranger Sentai personage wel een Ranger was in Power Rangers.